# МБР-7
МБР-7 (Морской ближний разведчик седьмой) — советская летающая лодка, разработанная в ЦКБ МС под руководством авиаконструктора Георгия Бериева.

## История
К концу 1930-х годов гидросамолёт МБР-2 по своим техническим характеристикам устарел. КБ Бериева получило задание на разработку нового проекта, выполненного по той же схеме. Самолёт должен был иметь следующие характеристики:
- Скорость на высоте 4500 м — 375 км/ч;
- Посадочная скорость — не больше 115 км/ч;
- Практический потолок — 8250 м;
- Дальность полёта:
  - с нормальным весом — 1000 км;
  - максимальная — 2000 км;
- Вооружение:
  - пулемёты ШКАС — 2 шт;
  - бомбы — 400 кг[1].

Конструкция самолёта, как и у МБР-2, была цельнодеревянной, но, в отличие от предшественника, аэродинамически гораздо более совершенной. Самолёт имел двухлонжеронное кессонное крыло типа «чайка». Винт имел изменяемый шаг. На гидросамолёт устанавливалось усовершенствованное пилотажно-навигационное, радиоэлектронное и фотооборудование. Экипаж состоял из летчика и штурмана.
Лётчик Н. П. Котяков 29 апреля 1939 года совершил первый полёт. Испытатели отметили быстрый взлёт, высокую вертикальную скорость (высоту 8 км самолёт набирал за 25 мин), хороший обзор и скорость, доходившую до 360 км/ч. Среди недостатков отмечались стремление к правому развороту на взлёте, путевая неустойчивость, непрочность закрылков. Последний недостаток приводил к высокой посадочной скорости и рикошетированию от воды при посадке.
Для устранения недостатков на лодке установили водяной руль, устранивший рыскание на взлёте, усилили закрылки, переделали экран задней стрелковой установки и увеличили вертикальное оперение, что устранило путевую неустойчивость. 31 октября 1939 года, после возобновления испытаний, самолёт потерпел аварию, при этом лётчик и штурман остались живы. За 9 дней до аварии в справке, подготовленной для наркомата, отмечалось, что все обнаруженные недостатки устранены. Восстанавливать разрушенный самолёт не стали.
Оставшиеся недостатки было решено устранить на втором экземпляре самолёта, строительство которого завершилось весной 1940 года. 24 июня того же года испытания были завершены, а основная часть недостатков — устранена. Однако к тому времени мнение заказчика о необходимости такого самолёта изменилось. Было решено в дальнейшем иметь на вооружении два типа гидросамолетов: дальний разведчик и корабельный самолёт-разведчик, который одновременно будет выполнять задачи ближней морской разведки и охраны водного района. Поэтому работы над МБР-7 были прекращены.

## Лётно-технические характеристики
- Размах крыла, м — 13.00;
- Длина, м — 10.60;
- Площадь крыла, м² — 26.00;
- Масса, кг:
  - пустого самолёта — 2418;
  - нормальная взлётная — 3168;
- Двигатель — 1×ПД М-103А;
- Мощность, л. с. — 1 × 960;
- Максимальная скорость, км/ч:
  - у земли — 310;
  - на высоте — 372;
- Крейсерская скорость, км/ч — 312;
- Практическая дальность, км — 750;
- Практический потолок, м — 8750;
- Экипаж, человек — 2;
- Вооружение:
  - пулемёты — 2×ШКАС 7.62-мм;
  - бомбы — до 400 кг[2].